# Clase São Gabriel
La Clase São Gabriel fue una clase de cruceros protegidos en servicio en la Armada de Portugal. Los dos barcos de la clase, el São Gabriel y el São Rafael, eran conocidos como Anjos.
Los nombres de estos cruceros derivan de los barcos (São Gabriel y São Rafael) que participaron en el Descubrimiento de la ruta marítima a la India en 1497.
Los barcos fueron encargados a los astilleros franceses de Le Havre como parte del programa de reequipamiento de la Armada de Portugal, de la transición del siglo XIX al XX, un programa de modernización de construcción de varios cruceros propuesto por el entonces ministro de Marina Jacinto Cândido da Silva en 1896. Los barcos eran cruceros protegidos de tercera clase. Fueron los primeros barcos portugueses que instalaron un sistema de comunicaciones por radio.

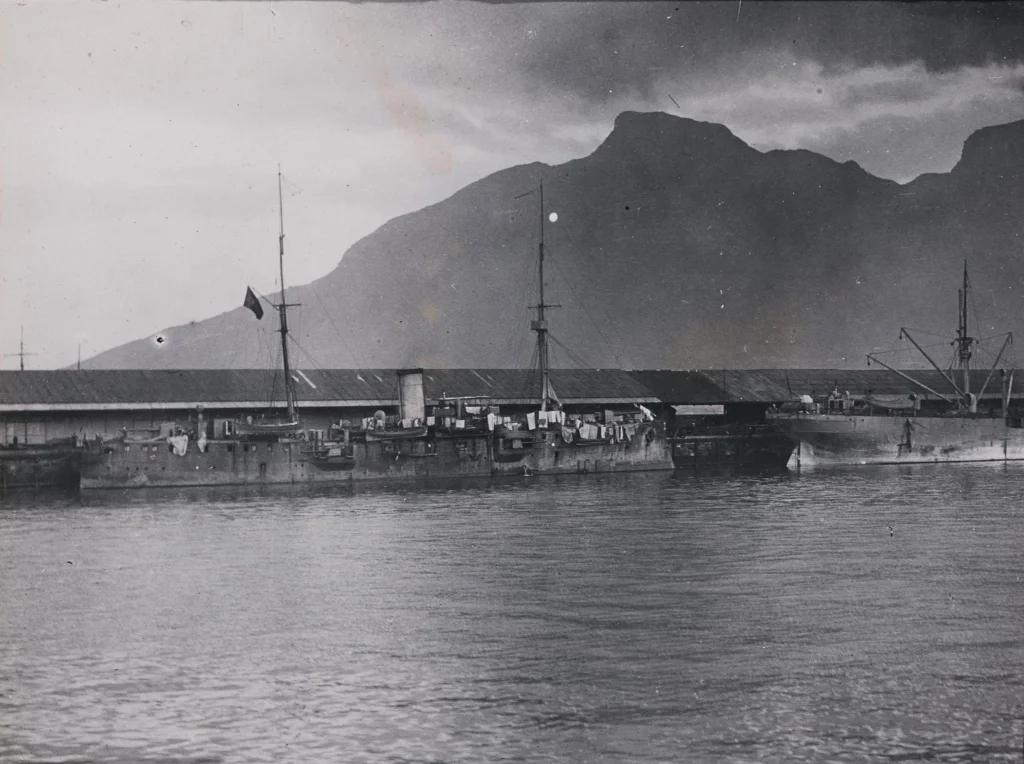
El São Gabriel visitando Ciudad del Cabo durante su viaje de circunnavegación en 1910.

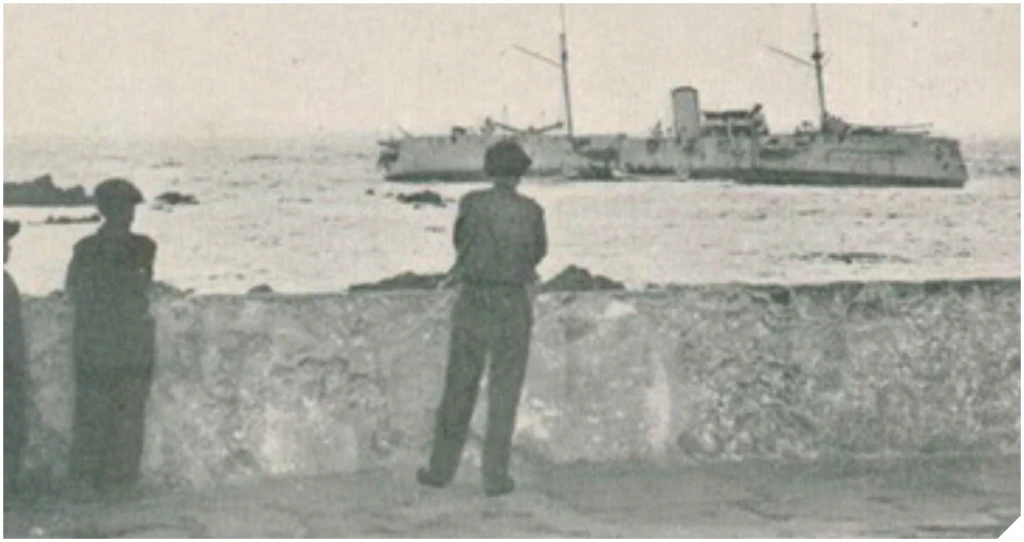
El São Rafael naufragó en alta mar en la desembocadura del río Ave en 1911.

Entre 1909 y 1910, el São Gabriel se convirtió en el primer barco portugués moderno en emprender un viaje de circunnavegación. Una de las paradas de esta circunnavegación fue las islas hawaianas, donde la tripulación recibió una gran acogida por parte de la numerosa comunidad portuguesa allí residente.
São Rafael es parte activa del golpe militar del 4 y 5 de octubre de 1910 que implantó el régimen republicano en Portugal, derrocando la Monarquía Constitucional. Durante el golpe, São Rafael bombardeó Terreiro do Paço y el Palácio das Necessidades donde se encontraba el rey Manuel II.
El São Rafael se perdió por accidente, tras encallar en la desembocadura del río Ave, el 21 de octubre de 1911. El São Gabriel permaneció en servicio hasta 1924 .

## Unidades
- São Gabriel (1898-1924): dado de baja en 1924.
- São Rafael (1898-1911): hundido por accidente el 21 de octubre de 1911.